# Manifestaciones del lunes
Las manifestaciones del lunes (en alemán: Montagsdemonstrationen) fueron una serie de protestas contra el gobierno de la República Democrática Alemana (RDA) que tuvieron lugar en pueblos y ciudades de todo el país en varios días de la semana. Las protestas de Leipzig, que son las más conocidas, se efectuaban los lunes. Las protestas que ocurrieron entre 1989 y 1991 se hicieron en 5 ciclos separados.

## Contexto

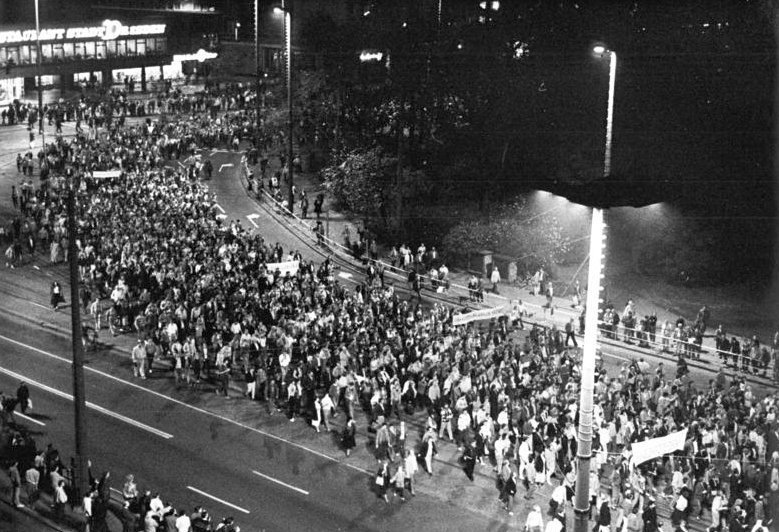
Manifestación del lunes del 23 de octubre de 1989.

En Leipzig las manifestaciones empezaron el 4 de septiembre de 1989 después de la Friedensgebet (Oración por la paz) semanal en la Iglesia de San Nicolás (Nikolaikirche) con el pastor Christian Führer, cuando la gente ocupó después la cercana Plaza de Karl Marx (actual Augustusplatz). Sabiendo que la iglesia luterana apoyaba su resistencia, varios ciudadanos inconformes se reunieron en el atrio de la iglesia y protestaron exigiendo derechos tales como la libertad de viajar al extranjero y para elegir un gobierno democrático. La ubicación de la manifestación contribuyó al éxito de las protestas.

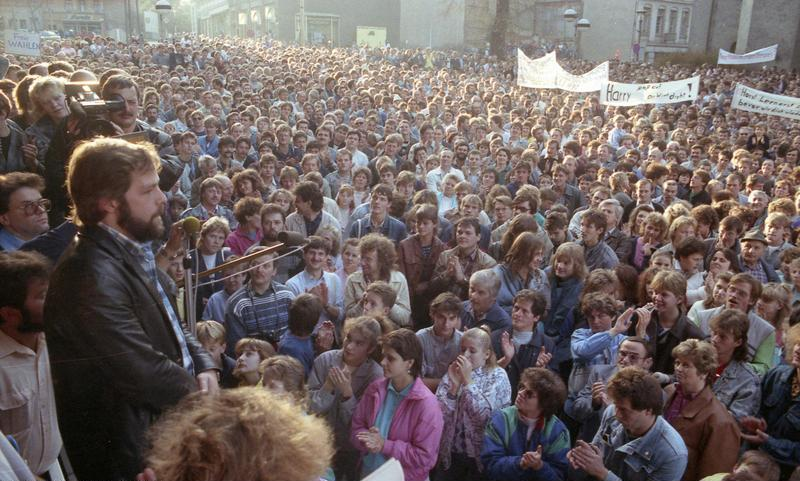
Manifestación con unos 40.000 participantes frente al ayuntamiento de Plauen el 28 de octubre de 1989.

Informadas por la televisión alemana occidental y amigos sobre los eventos, personas en otras ciudades germanoorientales iniciaron las protestas, a semejanza de las de Leipzig, en las plazas de las ciudades. Un punto importante fue precipitado por los sucesos en la Embajada de Alemania Occidental en Praga, Checoslovaquia, en ese tiempo. Cientos de alemanes orientales que llegaron en septiembre, vivían en condiciones similares a las del Tercer Mundo; el ministro de Relaciones Exteriores de Alemania Occidental, Hans-Dietrich Genscher, negoció un acuerdo para que los refugiados viajaran a Occidente en trenes que atravesarían primero la RDA. El anuncio de Genscher desde el balcón de la embajada fue interrumpido por una reacción muy emocional de la multitud a su anuncio. Cuando los trenes pasaron por la estación central de Dresde, la policía detuvo a personas que saltaron al andén.
El 9 de octubre de 1989, justo dos días después de las celebraciones del 40 aniversario de la RDA, a las manifestaciones en la Iglesia de San Nicolás -que se habían iniciado con unos pocos cientos de manifestantes- acudieron más de 70,000 personas (de un total de 500,000 habitantes de Leipzig), todas unidas en una manifestación pacífica contra el régimen. La consigna más famosa fue "Wir sind das Volk!" ("Somos el pueblo!"), recordándoles a los líderes de la RDA que una república democrática es gobernada por el pueblo, no por un partido que decía representar al pueblo.
Aunque algunos manifestantes fueron arrestados, la amenaza de una intervención a gran escala nunca se llevó a cabo, ya que líderes locales (como Helmut Hackenberg, secretario local del Partido Socialista Unificado de Alemania, SED, y el general Gerhard Straßenburg de la Volkspolizei o policía popular), sin órdenes precisas de Berlín Oriental y, sorprendidos por la inesperada cantidad de ciudadanos, retiraron sus fuerzas para evitar una masacre. Posteriormente Egon Krenz afirmó que había dado órdenes de no intervenir y Horst Sindermann, presidente de la Cámara Popular (Volkskammer, el parlamento de la RDA), dijo posteriormente: Estábamos preparados para todo menos velas y oraciones.

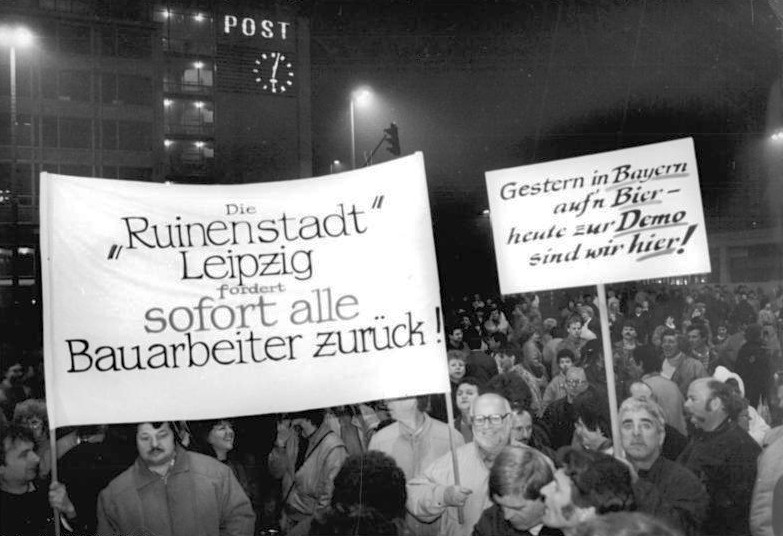
Manifestantes con pancartas. Esta manifestación tuvo lugar después de la caídas del muro de Berlín.

La semana siguiente, el 16 de octubre, 120,000 manifestantes protestaron en Leipzig, con unidades militares en las cercanías. Dos días después, el 18 de octubre, Erich Honecker, el secretario general del SED y Presidente del Consejo de Estado de la RDA, fue forzado a renunciar y lo sucedió Krenz en ambos cargos. La semana siguiente, el número de protestantes era más de 320,000. Esto y otros eventos claves llevaron a la caída del Muro de Berlín el 9 de noviembre de 1989, marcando el inminente fin del régimen socialista de la RDA. Las manifestaciones terminaron en marzo de 1990, en la época de las primeras elecciones libres multipartidistas de la Cámara Popular. Esto abrió el camino a la reunificación alemana, que se llevó a cabo el 3 de octubre del mismo año.

## Ciclos de las manifestaciones del lunes en Leipzig

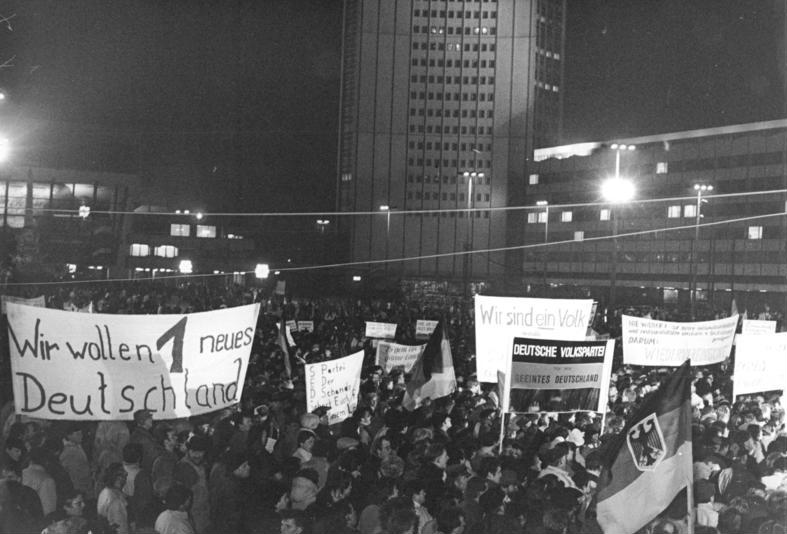
Manifestaciones del 8 de enero de 1990 en Leipzig.

- Primer ciclo (25 de septiembre de 1989 a 18 de diciembre de 1989) En total 13 protestas.

- Segundo ciclo (8 de enero de 1990 al 12 de marzo de 1990) En total 10 protestas.
- Tercer ciclo (10 de septiembre de 1990 al 22 de octubre de 1990) En total 7 protestas.
- Cuarto ciclo (21 de enero de  1991 al 18 de febrero de 1991) En total 5 protestas.
- Quinto ciclo (4 de marzo de 1991 al 22 de abril de 1991) En total 7 protestas.[8]

## Rol de la iglesia

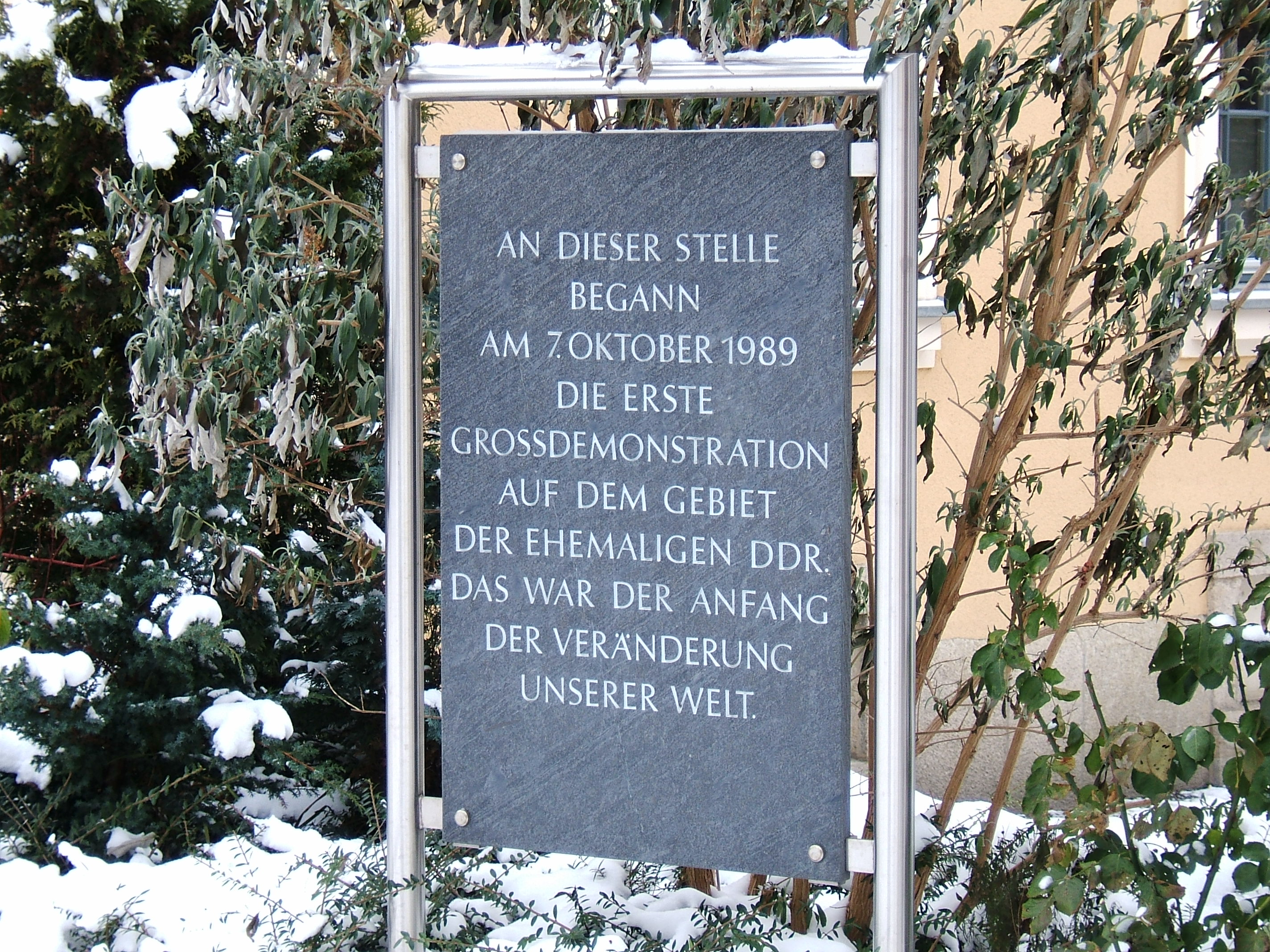
Placa conmemorativa en la Plaza del Teatro de Plauen para conmemorar la primera gran manifestación el 7 de octubre de 1989.

Durante el régimen de la RDA, la Iglesia era una de las pocas instituciones que conservaban su propia autonomía y el derecho a organizar grupos. Sin embargo, es importante aclarar que la Iglesia no organizó ni fomentó las manifestaciones pese a que estas se derivaron de las oraciones por la paz llevadas a cabo allí. La Iglesia actuó simplemente con su ideología de "trabajar contra la injusticia y la opresión". Como resultado, la Iglesia ofreció refugio a los grupos alternativos políticos, las víctimas del régimen de la RDA. La Iglesia también prestó ayuda financiera, apoyo a la congregación y un lugar para comunicarse.
Al principio la Iglesia no hizo declaraciones sobre la RDA o cualquier tema político relacionado. Sin embargo, a mediados de 1989 hubo una "politización De la Iglesia"; la política comenzó a aparecer en los sermones de los predicadores. Como la iglesia era el único lugar para la información política, más y más personas empezaron a reunirse. Esto ayudó a difundir información sobre las injusticias que ocurrían en el país; la reunión de personas después de las oraciones por la paz y la difusión de la información contribuyeron a la formación de las manifestaciones espontáneas.

## Literatura
- Wolfgang Schneider et al. (Hrsg.): Leipziger Demontagebuch. Demo – Montag – Tagebuch – Demontage, Leipzig/Weimar: Gustav Kiepenheuer 1990
- Norbert Heber: Keine Gewalt! Der friedliche Weg zur Demokratie – eine Chronologie in Bildern, Berlín: Verbum 1990
- Jetzt oder nie – Demokratie. Leipziger Herbst 1989, Leipzig: C. Bertelsmann Verlag 1989
- Ekkehard Kuhn: Der Tag der Entscheidung. Leipzig, 9. Oktober 1989, Berlín: Ullstein 1992
- Karl Czok: Nikolaikirche – offen für alle. Eine Gemeinde im Zentrum der Wende, Leipzig: Evangelische Verlagsanstalt 1999
- Tobias Hollitzer: Der friedliche Verlauf des 9. Oktober 1989 in Leipzig – Kapitulation oder Reformbereitschaft? Vorgeschichte, Verlauf und Nachwirkung, in: Günther Heydemann, Gunther Mai und Werner Müller (Hrsg.) Revolution und Transformation in der DDR 1989/90, Berlín: Duncker & Humblot 1999, S. 247–288
- Martin Jankowski: "Rabet oder Das Verschwinden einer Himmelsrichtung". Roman. München: via verbis, 1999, ISBN 3-933902-03-7
- Thomas Küttler, Jean Curt Röder (Hrsg.): "Die Wende in Plauen", Plauen: Vogtländischer Heimatverlag Neupert Plauen 1991
- Martin Jankowski: Der Tag, der Deutschland veränderte - 9. Oktober 1989. Evangelische Verlagsanstalt, Leipzig 2007, ISBN 978-3-374-02506-0
- Schmemann, Serge, Upheaval in the East; Leipzig Marchers Tiptoe Around Reunification New York Times, 19 de diciembre de 1989.